# Odie (Garfield)
Odie (originalmente llamado Spot) es un personaje ficticio, tritagonista de la serie de historietas Garfield, creada por Jim Davis. 
También ha hecho apariciones en las series de televisión y películas basadas en dichas historietas.

## Características y apariciones
Odie es un perro de pelaje amarillo y orejas marrones. En las películas de imagen real/animación CGI basadas en la franquicia de Garfield, se le representa como una mezcla de terrier y dachshund de pelo duro, caracterizado por su gran lengua y su enorme sonrisa. Después de octubre de 1997, comenzó a caminar regularmente sobre dos patas, en lugar de a cuatro patas, como Garfield. En la adaptación cinematográfica Garfield: la película, la capacidad de Odie para caminar y, lo que es más importante, bailar sobre dos patas, atrae mucha atención y es un punto importante de la trama a lo largo de la película, por lo que por esta razón, es secuestrado por Happy Chapman durante el filme.

## Origen del nombre e historia
El nombre proviene de un comercial de un concesionario de automóviles escrito por Jim Davis, que presentaba a Odie the Village Idiot. A Davis le gustó el nombre Odie y decidió volver a usarlo. Cuando Garfield fue presentado por primera vez, Davis llamó a Odie Spot. Luego visitó al dibujante Mort Walker para mostrarle sus tiras, y Walker le dijo a Davis "Tenía un perro llamado Spot". Cuando Davis preguntó "¿En serio?", Walker respondió "Sí, en Boner's Ark, una de mis tiras cómicas". Davis cambió el nombre de Spot a Odie.
Odie apareció por primera vez en la tira el 8 de agosto de 1978; la fecha se considera su cumpleaños. Originalmente era una mascota para el amigo y compañero de cuarto de Jon Arbuckle, Lyman, pero Lyman desapareció de la serie después de unos cinco años sin explicación, después de lo cual la propiedad de Odie se transfirió a Jon.